# Championnat de France féminin de football 1999-2000
Navigation
Édition précédente Édition suivante
Le National 1A 1999-2000  est la 26e édition du Championnat de France féminin de football. Le premier niveau national du championnat féminin oppose douze clubs français en une série de vingt-deux rencontres jouées durant la saison de football. En fin de saison, les quatre meilleures équipes s'affrontent lors d'un tournoi final, où chaque équipe affronte une seule fois les trois autres. Les trois dernières places du championnat sont synonymes de relégation en Nationale 1B.
Lors de l'exercice précédent, le FC Félines Saint-Cyr, le Stade quimperois et le Saint-Memmie Olympique ont gagné le droit d'évoluer dans cette compétition à l'issue de la saison de National 1B.
À l'issue de la saison, le Toulouse OAC décroche le deuxième titre de champion de France de son histoire en ayant dominé la saison régulière. Dans le bas du classement, le FC Félines Saint-Cyr, le Caluire SCSC et l'US Orléans sont relégués après respectivement une seule et deux saisons au plus haut niveau.
| \| FC Lyon Montpellier Le Crès FCF Juvisy Toulouse OAC ASJ Soyaux Saint-Memmie Olympique Saint-Brieuc FF ESOFV La Roche-sur-Yon Stade quimperois US Orléans Caluire SCSC FC Félines Saint-Cyr \| Localisation des clubs engagés dans le championnat. |
| FC Lyon Montpellier Le Crès FCF Juvisy Toulouse OAC ASJ Soyaux Saint-Memmie Olympique Saint-Brieuc FF ESOFV La Roche-sur-Yon Stade quimperois US Orléans Caluire SCSC FC Félines Saint-Cyr                                                           |

## Participants
Ce tableau présente les douze équipes qualifiées pour disputer le championnat 1999-2000. On y trouve le nom des clubs, la date de création du club, l'année de la dernière montée au sein de l'élite, leur classement de la saison précédente, le nom des stades ainsi que la capacité de ces derniers.
Légende des couleurs
- Champion de National 1A la saison précédente.
- Promu de National 1B.

| Nom du club            | Date de création | Dernière montée | Classement 1998-1999 | Stade                                | Capacité     | Victoires en championnat |
| ---------------------- | ---------------- | --------------- | -------------------- | ------------------------------------ | ------------ | ------------------------ |
| Toulouse OAC           | 1980             | 1994            | 1                    | Stade de la Ramée                    | 3 000        | 1                        |
| ESOFV La Roche-sur-Yon | 1978             | 1996            | 2                    | Stade de Saint-André                 | 1 800        | /                        |
| FCF Juvisy             | 1971             | 1986            | 3                    | Stade Georges Maquin                 | 2 000        | 4                        |
| Saint-Brieuc FF        | 1973             | -               | 4                    | Stade Fred-Aubert                    | 13 500       | 1                        |
| FC Lyon                | 1970             | 1978            | 5                    | Plaine de Gerland                    | 2 200        | 4                        |
| Caluire SCSC           | -                | 1998            | 6                    | -                                    | -            | /                        |
| ASJ Soyaux             | 1968             | -               | 7                    | Stade Léo Lagrange                   | 4 800        | 1                        |
| US Orléans             | -                | 1998            | 8                    | -                                    | -            | /                        |
| Montpellier Le Crès    | -                | 1997            | 9                    | Stade Joseph Blanc                   | 1 000        | /                        |
| Saint-Memmie Olympique | -                | 1999            | N1B                  | Stade Déborah Jeannet                | -            | /                        |
| Stade quimpérois       | 1971             | 1999            | N1B                  | Stade de Penvillers Stade de Kerhuel | 10 248 2 040 | /                        |
| FC Félines Saint-Cyr   | -                | 1999            | N1B                  | -                                    | -            | /                        |

## Compétition

### Classement
Le classement est calculé avec le barème de points suivant : une victoire vaut quatre points, le match nul deux et la défaite un.
Critères de départage en cas d'égalité au classement :
1. classement aux points des matchs joués entre les clubs ex æquo ;
2. différence entre les buts marqués et les buts concédés par chacun d’eux au cours des matchs qui les ont opposés ;
3. différence entre les buts marqués et les buts concédés sur la totalité des matchs joués dans le championnat ;
4. plus grand nombre de buts marqués sur la totalité des matchs joués dans le championnat ;
5. en cas de nouvelle égalité, une rencontre supplémentaire aura lieu sur terrain neutre avec, éventuellement, l’épreuve des tirs au but.

| Rang | Équipe                   | Pts | J  | G  | N | P  | Bp | Bc | Diff |
| ---- | ------------------------ | --- | -- | -- | - | -- | -- | -- | ---- |
| 1    | Toulouse OAC T           | 81  | 22 | 19 | 2 | 1  | 85 | 17 | +68  |
| 2    | FCF Juvisy               | 77  | 22 | 17 | 4 | 1  | 70 | 18 | +52  |
| 3    | FC Lyon                  | 69  | 22 | 15 | 2 | 5  | 44 | 26 | +18  |
| 4    | ESOFV La Roche-sur-Yon   | 61  | 22 | 12 | 3 | 7  | 56 | 29 | +27  |
| 5    | Saint-Brieuc FF          | 58  | 22 | 11 | 3 | 8  | 71 | 48 | +23  |
| 6    | ASJ Soyaux               | 53  | 22 | 9  | 4 | 9  | 46 | 39 | +7   |
| 7    | Stade quimperois P       | 48  | 22 | 7  | 5 | 10 | 32 | 45 | -13  |
| 8    | Montpellier Le Crès      | 48  | 22 | 8  | 2 | 12 | 35 | 50 | -15  |
| 9    | Saint-Memmie Olympique P | 45  | 22 | 6  | 5 | 11 | 36 | 44 | -8   |
| 10   | Caluire SCSC             | 39  | 22 | 3  | 8 | 11 | 42 | 70 | -28  |
| 11   | FC Félines Saint-Cyr P   | 32  | 22 | 2  | 4 | 16 | 21 | 92 | -71  |
| 12   | US Orléans               | 27  | 22 | 1  | 2 | 19 | 17 | 77 | -60  |

|  | Qualifié pour le tournoi final. |
|  | Relégué en National 1B. |
|  | T Tenant du titre. P Promu de National 1B. Pts points ; G victoires ; N match nuls ; P défaites Bp buts marqués ; Bc buts encaissés ; Diff différence de buts |

### Résultats
Source : Erik Garin et Hervé Morard, « France - List of Women Final Tables », sur rsssf.com
| Résultats (▼dom., ►ext.)                                   | Cal | Juv | RsY | Lyo | Mon | Orl | Qui | S-B | Fél  | S-M | Soy | Tou |
| Caluire SCSC                                               |     | 3-6 | 0-0 | 4-2 | 2-3 | 4-4 | 2-3 | 1-8 | 5-5  | 3-1 | 1-4 | 2-4 |
| FCF Juvisy                                                 | 5-1 |     | 5-2 | 1-0 | 7-0 | 5-0 | 2-1 | 7-1 | 4-1  | 5-0 | 3-0 | 2-3 |
| ESOFV La Roche-sur-Yon                                     | 3-1 | 0-0 |     | 2-0 | 3-1 | 7-1 | 2-4 | 2-1 | 8-0  | 4-0 | 0-0 | 1-4 |
| FC Lyon                                                    | 2-1 | 0-4 | 2-0 |     | 3-2 | 1-0 | 0-0 | 3-2 | 7-0  | 1-1 | 2-0 | 1-5 |
| Montpellier Le Crès                                        | 2-2 | 1-3 | 2-1 | 0-2 |     | 0-2 | 1-4 | 0-2 | 6-0  | 3-1 | 1-0 | 0-4 |
| US Orléans                                                 | 0-1 | 0-2 | 0-5 | 1-4 | 0-1 |     | 1-3 | 1-4 | 2-3  | 2-2 | 0-5 | 0-5 |
| Stade quimperois                                           | 1-1 | 0-1 | 0-5 | 1-3 | 3-1 | 4-0 |     | 1-7 | 1-1  | 0-3 | 2-2 | 0-2 |
| Saint-Brieuc FF                                            | 4-4 | 1-1 | 1-4 | 1-4 | 4-3 | 3-1 | 4-0 |     | 8-1  | 4-1 | 6-1 | 0-3 |
| FC Félines Saint-Cyr                                       | 1-1 | 2-3 | 1-4 | 0-2 | 1-2 | 1-0 | 1-1 | 1-6 |      | 1-5 | 0-3 | 0-7 |
| Saint-Memmie Olympique                                     | 1-1 | 1-3 | 2-1 | 0-1 | 3-1 | 5-0 | 0-1 | 2-2 | 2-0  |     | 0-0 | 3-5 |
| ASJ Soyaux                                                 | 9-2 | 1-1 | 0-1 | 1-3 | 0-2 | 7-2 | 4-1 | 3-2 | 2-1  | 3-2 |     | 1-5 |
| Toulouse OAC                                               | 2-0 | 0-0 | 4-1 | 0-1 | 3-3 | 5-0 | 2-1 | 4-0 | 13-0 | 3-1 | 2-0 |     |
| - Victoire à domicile - Match nul - Victoire à l'extérieur |     |     |     |     |     |     |     |     |      |     |     |     |

### Tournoi final
Le tournoi final du championnat oppose les quatre meilleures équipes du championnat lors d'un mini-tournoi à quatre. Les équipes affrontent une seule fois leurs trois adversaires selon un calendrier tiré aléatoirement.
Le classement est calculé avec le barème de points suivant : une victoire vaut quatre points, le match nul deux et la défaite un. Un bonus de points a été attribué de manière dégressive (2 points ; 1 point) aux deux équipes ayant terminé premières lors du championnat.
Critères de départage en cas d'égalité au classement :
1. classement aux points des matchs joués entre les clubs ex æquo ;
2. différence entre les buts marqués et les buts concédés par chacun d’eux au cours des matchs qui les ont opposés ;
3. différence entre les buts marqués et les buts concédés sur la totalité des matchs joués dans le championnat ;
4. plus grand nombre de buts marqués sur la totalité des matchs joués dans le championnat ;
5. en cas de nouvelle égalité, une rencontre supplémentaire aura lieu sur terrain neutre avec, éventuellement, l’épreuve des tirs au but.

Classement
| Rang | Équipe                 | Pts | J | G | N | P | Bp | Bc | Diff |
| ---- | ---------------------- | --- | - | - | - | - | -- | -- | ---- |
| 1    | Toulouse OAC T         | 11  | 3 | 2 | 0 | 1 | 7  | 1  | +6   |
| 2    | FCF Juvisy             | 10  | 3 | 2 | 0 | 1 | 9  | 5  | +4   |
| 3    | ESOFV La Roche-sur-Yon | 9   | 3 | 2 | 0 | 1 | 8  | 6  | +2   |
| 4    | FC Lyon                | 3   | 3 | 0 | 0 | 3 | 3  | 15 | -12  |

|  | T Tenant du titre. Pts points ; G victoires ; N match nuls ; P défaites Bp buts marqués ; Bc buts encaissés ; Diff différence de buts |

Résultats
| 1re journée | 1re journée            | 1re journée | 1re journée            |
| Date        | Club                   | Score       | Club                   |
| ----------- | ---------------------- | ----------- | ---------------------- |
| 11/06/2000  | Toulouse OAC           | 4-0         | FC Lyon                |
| 11/06/2000  | FCF Juvisy             | 2-3         | ESOFV La Roche-sur-Yon |
| 2e journée  |                        |             |                        |
| Date        | Club                   | Score       | Club                   |
| 18/06/2000  | FC Lyon                | 1-5         | ESOFV La Roche-sur-Yon |
| 18/06/2000  | Toulouse OAC           | 0-1         | FCF Juvisy             |
| 3e journée  |                        |             |                        |
| Date        | Club                   | Score       | Club                   |
| 25/06/2000  | FCF Juvisy             | 6-2         | FC Lyon                |
| 25/06/2000  | ESOFV La Roche-sur-Yon | 0-3         | Toulouse OAC           |

## Bilan de la saison
| Championnat de France féminin de football 1999-2000 |                         |
| Champion                                            | Toulouse OAC (2e titre) |
| Dauphin                                             | FCF Juvisy              |
| Promotions et relégations                           |                         |
| Promus en National 1A                               | SC Schiltigheim         |
| Promus en National 1A                               | ES Cormelles-le-Royal   |
| Promus en National 1A                               | Celtic de Marseille     |
| Relégués en National 1B                             | Caluire SCSC            |
| Relégués en National 1B                             | FC Félines Saint-Cyr    |
| Relégués en National 1B                             | US Orléans              |